# Julodella brevilata
Julodella brevilata är en skalbaggsart som först beskrevs av Semenov 1893.  Julodella brevilata ingår i släktet Julodella och familjen praktbaggar. Inga underarter finns listade i Catalogue of Life.